# 天宮事経
『天宮事経』（てんぐうじきょう、巴: Vimāna-vatthu、ヴィマーナヴァットゥ）とは、パーリ仏典経蔵小部の第6経。
天界の有り様とそこに生まれることになった業を説いたもの。

## 構成
2つの篇から成る。
1. 女天宮（Itthi-vimāna）
2. 男天宮（Purisa-vimāna）

## 日本語訳
- 『南伝大蔵経』 大蔵出版
- 『小部経典』 第2巻、正田大観、Kindle 2015年
- 『天宮事経』藤本晃、サンガ 2017年